# دوست‌محمد حاجی
دوست‌محمد حاجی، روستایی در دهستان لوتک بخش مرکزی شهرستان هامون در استان سیستان و بلوچستان ایران است.

## جمعیت
بر پایه سرشماری عمومی نفوس و مسکن در سال ۱۳۹۵، جمعیت این روستا برابر با ۳۷۸ نفر (۱۰۱ خانوار) بوده است.